# Соволяно
Сово́ляно (болг. Соволяно) — село в Кюстендильській області Болгарії. Входить до складу общини Кюстендил.

## Населення
За даними перепису населення 2011 року у селі проживали 685 осіб, з них 666 осіб (99,6%) — болгари.
Розподіл населення за віком у 2011 році:
Динаміка населення: